# Sanja (album)
Sanja je prvi studijski album Koketa. Izdat je 1988. godine. Izdavačka kuća je Diskos.

## Pesme
1. Sanja
2. Ostavit te nikad neću
3. Zalog ljubavi
4. Odlazim
5. Curo garava
6. Ja zbog tebe, ti zbog mene
7. Zapali mi srce
8. Srećo moja mala

## Spoljašnje veze
- {{#ifeq: |yes|https://www.discogs.com/release/10162743%7CSanja na sajtu  (jezik: engleski)